# Artritis idiopática juvenil
La artritis idiopática juvenil (AIJ), es la forma de artritis persistente más común en la infancia. Una artritis es la inflamación de la sinovial de una articulación, juvenil, en este contexto, se refiere a que hace aparición antes de los 16 años, idiopático hace referencia a que su causa no es conocida.
La AIJ es un conjunto de artritis que se presentan en la infancia que pueden ser agudas y autolimitadas o crónicas. Difiere significativamente de las artritis vistas comúnmente en adultos (como la osteoartritis, artritis reumatoide u otras) y otros tipos de artritis que se presentan en la infancia (como la artritis psoriásica o la espondilitis anquilosante). Es una enfermedad autoinmune que se presenta con más frecuencia entre los 2 a 16 años, más frecuente en las niñas en una relación de 2:1, también es más frecuente en niños caucásicos.

## Otros nombres
Según algunos fuentes, se usa el término de artritis idiopática juvenil para reemplazar el término artritis reumatoidea juvenil, sin embargo, algunos otros fuentes siguen usando el segundo término.
A veces AIJ también se refiere como artritis juvenil crónica, poliartritis crónica juvenil.

## Etiología
La etiología actual de AIJ es desconocida, pero el criterio más aceptado en este momento es que son enfermedades autoinmunes. Se ha identificado el antígeno HLA-DR4, donde los niños con este antígeno tienen mayor posibilidad para desarrollar AIJ. Sin embargo, hay casos de factores desencadenantes multifactoriales sin presencia de este antígeno.
La artritis es una de las múltiples manifestaciones de la enfermedad celíaca o la sensibilidad al gluten no celíaca no diagnosticadas y puede ser el único indicio de su presencia, en ausencia de síntomas digestivos o de otro tipo.

## Clasificación
De acuerdo al inicio de la enfermedad se clasifica en 3 grupos:
- Pauciarticular u oligoarticular, que representa al 40 % de los casos.
- Poliarticular, se clasifica en 2 subgrupos de acuerdo a la presencia o no del factor reumatoideo (FR).
  - Seronegativo (30-40 % de los casos).
  - Seropositivo (10 % de los casos).
- Sistémico, que representa al 20 % de los casos.

## Tratamiento
El tratamiento generalmente es satisfactorio, ya que los niños están en periodo de crecimiento, es posible curar la enfermedad sin secuelas posteriores.
Se debe realizar apoyo psicosocial del niño, ya que puede quedar con traumas psicológicos que perturbarán toda la vida.
El tratamiento farmacológico generalmente consiste en el uso de AINES, de elección es el ácido acetilsalicílico (aspirina), lo cual 60-70 % de los pacientes remiten en 6 semanas, sin embargo, hay que tener mucho cuidado con el Síndrome de Reye, como alternativa se puede usar ibuprofeno.
Se usa poco los corticoides, ya que puede alterar el crecimiento.
El uso de metotrexato es una de las opciones más comunes en el tratamiento de pacientes con artritis, dependiendo de cada sujeto se comenzará a administrar con diferentes cantidades o duración acompañadas de un suplemento de ácido fólico.